# Уордсуорт, Кристофер (старший)
Кристофер Уордсуорт (9 июня 1774, Кокермаут, Кумберленд — 2 февраля 1846, Бакстед, Восточный Суссекс) — британский религиозный деятель, англиканский священник, богослов, духовный писатель и издатель, преподаватель.
Приходился младшим братом поэту Уильяму Уордсуорту. Образование получил в Тринити-колледже Кембриджа, с 1798 года преподавал там же, двенадцать лет спустя получил степень доктора богословия. Принять священнический сан и затем продвинуться в церковной иерархии ему помог Чарльз Мэннерс-Саттон, епископ Норвичский и будущий (с 1805 года) архиепископ Кентерберийский, у сына которого, Чарльза-младшего (впоследствии спикера Палаты общин и виконта Кентербери), Кристофер был домашним учителем. В 1802 году привлекла общественное внимание его работа в защиту взглядов Гренвилля Шарпа касательно критического восприятия текстов Нового Завета. В 1810 году под его редакцией было выпущено 6-томное издание «Ecclesiastical Biography». После смерти епископа Мэнселя в 1820 году получил назначение главой в Тринити-колледж и сохранил этот пост до 1841 года, когда вышел в отставку.
Считается инициатором введения программы «classical tripos» на факультете антиковедения Тринити-колледжа; в 1821 году выступил с предложением сделать публичными экзамены по антиковедению и богословию; сначала это предложение было отклонено, но в 1822 году принято. По воспоминаниям современников, его лекции были скучными и популярностью у студентов он не пользовался. В своей работе «Who wrote Ikon Basilike?» (1824) и ряде других публикаций отстаивал идею авторства короля Карла I. В 1836 году издал в 4-х томах работу «Christian Institutes», основанную на трудах различных англиканских богословов.
С 1804 года был женат на Присцилле Ллойд (ум. 1815), сестре Чарльза Ллойда, друга поэта Чарльза Лэма, и в браке с ней имел трёх детей: Джона (1805—1839), Чарльза и Кристофера-младшего. Двое последних впоследствии стали епископами, а Джон — учёным и преподавателем антиковедения в Тринити-колледже.